# Cień olbrzyma
Cień olbrzyma (tyt. oryg. Shadow of the Giant) – powieść science fiction napisana przez Orsona Scotta Carda, czwarta część Sagi Cienia – cyklu paralelnego do Sagi Endera. Wydanie oryginalne ukazało się w 2005 r. (Tor, ISBN 0-312-85758-6), a polskie w marcu 2007 r. (Prószyński i S-ka, ISBN 978-83-7469-471-1).
Życie Groszka to walka o przetrwanie. Olbrzym o wielkiej inteligencji na Ziemi nie może mieć długiej przyszłości. W tym samym czasie na Ziemi wojny jeszcze się wzmagają. Han Tzu zostaje cesarzem Chin, Vlad przypadkowo proponuje podział świata między WLZ (Wolne Ludy Ziemi), Ligę Islamską i Rosję. Groszek i jego żona, Petra, chcąc przeżyć, muszą opuścić Ziemię.